# Alfred F. Johnson
Alfred Forbes Johnson, MC (tháng 11 năm 1884 - 27 tháng 3 năm 1972) là một thủ thư học thuật người Anh, nhà thư tịch, người phụ trách và chuyên gia về kiểu chữ. Ông là Phó người giữ sách in tại Bảo tàng Anh. Ông là tác giả của nhiều tác phẩm tham khảo thư tịch, và bách khoa toàn thư tiêu chuẩn về kiểu chữ.

## Tiểu sử
Johnson được sinh ra ở Nottingham vào năm 1884, đến với John và Ellen Angeline Johnson, née Beilby. Ông được giáo dục tại Trường ngữ pháp Nottingham và đọc Kinh điển tại Đại học Manchester, nơi ông lấy bằng hạng nhất khi chơi cho đội bóng đá của trường đại học và gặp vợ mình là bà Sarah Elizabeth Jackson. Ông bắt đầu làm việc tại Bảo tàng Anh vào năm 1906, gia nhập Bộ Sách in, cuối cùng cũng trở thành người quản lí Thư viện Anh, nơi ông là người tiên phong trong các khuôn mặt thư mục và thư mục kiểu Pháp và Ý thế kỷ XVI.
Trong Thế chiến thứ nhất, ông gia nhập Súng trường Nghệ sĩ và được ủy nhiệm từ đó với tư cách là một trung úy trong pháo binh. Ông ta hành động ở Pháp, nơi ông ta được trao tặng Huân chương Quân đội vì dũng cảm. Sau chiến tranh, ông trở lại Bảo tàng Anh, nơi ông trở thành Phó quản lý Sách in trong khi sản xuất nhiều sách và chuyên khảo về các chủ đề đánh máy. Năm 1956, ông được trao huy chương vàng Hiệp hội thư tịch cho các dịch vụ xuất sắc cho thư mục, và ông là chủ tịch của xã hội từ 1956 đến 1958.
Johnson đã đóng góp lớn vào việc hẹn hò và ghi nhận những cuốn sách được in sớm từ kiểu chữ của chúng, điều này dẫn đến việc ông ta quan tâm nhiều hơn đến kiểu chữ và thiết kế. Điều này lên đến đỉnh điểm trong việc xuất bản Bách khoa toàn thư về kiểu chữ, được sản xuất với sự hợp tác của W Turner Berry và W P Jaspert trong năm 1953. Bách khoa toàn thư đã trải qua 11 phiên bản và đã trở thành "bách khoa hướng dẫn hàng đầu về kiểu chữ".